# ارچیبالد بلک
ارچیبالد بلک (انگلیسی: Archibald Black؛ ۱۷ مه ۱۸۸۳ – ۱۴ مهٔ ۱۹۵۶ (۷۲ سال)) قایقران روئینگ اهل کانادا بود.